# Bruno Banchini
Bruno Banchini (Prato, 19 marzo 1857 – Firenze, 12 giugno 1937) è stato un pallonista italiano.

## Biografia
Figlio del celebre Alessandro Banchini apprese dal padre i fondamentali di gioco e crebbe praticamente negli sferisteri osservando i colleghi del genitore. Alto, snello e forte aveva braccia poderose e testa piccola. Esordì nello sferisterio pratese ancora giovane, diciottenne, sostenendo il ruolo di terzino. Un mese dopo l'esordio giocò come battitore e dal 1879 si esibì come spalla. Fu ingaggiato da squadre di Bologna, Firenze, Ancona, Pisa, Pistoia, Arezzo, Roma, Torino. Restano memorabili le sue sfide contro Giovanni Ziotti e si meritò un busto marmoreo che lo raffigurava nella galleria dello sferisterio bolognese ossia hall of fame, onore riservato a pochi campioni. Quando si ritirò dall'agonismo professionale si dedicò all'attività d'impresario per pallonisti e alla costruzione del Teatro Politeama (Prato). Il teatro, inaugurato il 2 aprile 1925, fu fatto ingrandire, sempre su iniziativa di Banchini, sino alla capienza di 1.000 posti; tale teatro fu successivamente chiamato Teatro Banchini in memoria del generoso "asso del bracciale".